# Nélio Mendonça
Jorge Nélio Praxedes Ferraz Mendonça (ur. 22 lipca 1930 w Funchal, zm. 13 lipca 2009 tamże) – portugalski polityk i lekarz, w latach 1984–1994 przewodniczący parlamentu regionalnego Madery, eurodeputowany IV kadencji.

## Życiorys
Absolwent medycyny i chirurgii na wydziale medycznym Uniwersytetu Lizbońskiego. Specjalizował się w zakresie ginekologii i położnictwa. W trakcie długoletniej praktyki lekarskiej był m.in. ordynatorem oddziału ginekologii w szpitalu centralnym w Funchal.
W okresie przemian politycznych z połowy lat 70. dołączył do Partii Socjaldemokratycznej, był jej liderem na Maderze. W 1976 uzyskał mandat posła do regionalnego parlamentu, został powołany w skład rządu Madery jako sekretarz regionalny do spraw społecznych. W latach 1980–1984 był posłem do Zgromadzenia Republiki. Powrócił następnie do parlamentu Madery, któremu przewodniczył przez dziesięć lat. Od 1994 do 1999 sprawował mandat posła do Parlamentu Europejskiego IV kadencji.
Patron szpitala Hospital Dr. Nélio Mendonça w Funchal.